# Заштита интелектуалне својине на граници

### Подручје примене царинских мера
Заштита права интелектуалне својине на граници у Републици Србији уређена је:
- Царинским законом (Део осми – Мере за заштиту права интелектуалне својине на граници, чл. 280-287) и Уредбом о условима и начину примене мера за заштиту права интелектуалне својине на граници. Уредба је донесена на основу члан 287. Царинског закона.

##### УредбаАрхивиранона веб-сајту(5. март 2016)прописује примену царинских мера за заштиту права интелектуалне својине када:
- је поднета декларација за стављање робе у слободан промет, извоз или поновни извоз, било да је поднета у писменом облику, електронском разменом података, усмено или другим радњама, у складу са чл. 86 ЦЗ;
- се приликом спровођења мера царинског надзора, приликом уноса робе у царинско подручје РС, у складу са чл. 62 ЦЗ и приликом напуштања царинског подручја РС, у складу са чл. 214 ЦЗ, пронађе роба која се уноси у или износи из царинског подручја РС, за коју се сумња да се њоме повређује право интелектуалне својине,
- је роба стављена у царински поступак са одлагањем, у смислу чл. 110 ст. 1 ЦЗ;
- се роба поново извози из царинског подручја РС, у складу са чл. 209 ст. 2 и 3 ЦЗ;
- је роба смештена у слободну зону или слободно складиште, у складу са чл. 191 ЦЗ,

##### Робакојом се повређује право интелектуалне својине је:
- кривотворена роба је:

1. роба која је неовлашћено обележена жигом, или жигом који се битно не разликује од оригиналног жига, укључујући и паковање те робе;
2. сваки симбол жига (укључујући логотип, етикету, налепницу, брошуру, упутство за употребу или гарантни лист на коме се налази тај симбол), чак и када је поднет одвојено, под истим условима као и роба наведена у првом ставу;
3. материјали за паковање обележени жигом кривотворене робе, поднети одвојено, под истим условима као и роба наведена у првом ставу;

- пиратизована роба, којом се сматра роба која је израђена или садржи копије израђене без одобрења носиоца ауторског права или сродних права или права на дизајн или без одобрења лица која је овластио носилац права, без обзира јесу ли наведена права регистрована, ако се израдом тих копија повређују ауторска права или сродна права или право на дизајн ;
- роба којом се повређује:

1. патент или мали патент према прописима РС
2. сертификат о додатној заштити, према прописима РС
3. право на заштиту биљне сорте, према прописима РС
4. ознака порекла или ознака географског порекла, према прописима РС
5. право на топографију интегрисаних кола, према происима РС

Робом којом се повређује право интелектуалне својине, сматра се и било који калуп или матрица који су посебно направљени или преправљени за израду робе којом се повређује право интелектуалне својине, ако се употребом таквог калупа или матрице повређује право интелектуалне својине, према важећим прописима.

##### Носиоцем права интелектуалне својине сматра се:
- носилац жига, ауторског права или сродног права, права на дизајн, патента или малог патента, сертификата о додатној заштити, права на заштиту биљне сорте, ознаке порекла, ознаке географског порекла
- друго лице овлашћено да користи било које право интелектуалне својине из претходног става
- заступник носиоца права или овлашћеног корисника права

Носиоца права или овлашћеног корисника права може заступати физичко или правно лице, укључујући и:
- организацију за колективно оставаривање ауторског или сродих права чија је једина или главна сврха остваривање ауторског или сродних права;
- групе или представнике (заступнике) који су поднели пријаву за регистрацију заштићене ознаке порекла или заштићене ознаке географског порекла;
- оплемењиваче биљних сорти;

##### Мере за заштиту права интелектуалне својине не односи се на:
1. робу облежену жигом уз одобрење носиоца жига, или на робу која је обележена заштићеном ознаком порекла или географског порекла, или која је заштићена патентом или малим патентом или сертификатом о додатној заштити, ауторским правом или сродним правима или правом на дизајн или правом на заштиту биљне сорте и која је израђена уз одобрење носиоца права, али је без пристанка носиоца права ставаљена у један од царинских дозвољених поступања или употреба из чл. 2 ове Уредбе;
2. робу из тачке 1) овог става израђену или заштићену неким од других права интелектуалне својине из чл. 3 ст. 1 ове Уредбе под условима другачијим од оних који су уговорени са носиоцем права;
3. мању количину некомерцијалне робе која се налази у личном пртљагу путника или која се шаље у мањим пошиљкама, у прописаној количини и вредност, која је у складу са царинским прописима ослобођена од плаћања увозних дажбина, и не постоје показатељи који би указивали на то да се ради о роби која је намењена комерцијалном промету.

Ова Уредба не примењује се:
- На одредбе члана 286. ове Уредбе не примењују се на робу обележену жигом уз сагласност носиоца права на тај жиг, односно на робу која је предмет заштите ауторског или сродних права, или права на дизајн, која је произведена уз сагласност носиоца права, али је стављена у царински поступак без сагласности носиоца права.
- На одредбе члана 286. ове Уредбе не примењују се ни на робу из става 1. овог члана произведену или обележену жигом, под условима различитим од оних договорених са носиоцем права.

Сагласно овим одредбама Уредбе, Управа царина Одељење за заштиту интелектуалне својине, не предузима мере прекида и задржавања робе када се ради о оригиналним производима, иако је роба увезена од правног лица која нема закључен дистрибутерски уговор или било који уговор са страним правним лицем.
Овлашћеног увозника или генералног (овлашћеног) дистрибутера, може заштитити од паралелног увоза оригиналних производа, једино страно правно лице са којим је закључио уговор о дистрибутерству.
Управа царина нема овлашћења да спречава паралелни увоз, као ни било који други државни орган.
- на мање количину некомерцијалне робе која се налази у личном пртљагу путника или се шаље у мањим пошиљкама, у прописаној количини и вредности, која је у складу са царинским прописима ослобођена од плаћања увозних дажбина и не постоје показатељи који би указивали на то да се ради о роби која је намењена комерцијалном промету

### Предузимање мера за заштиту права интелектуалне својине
Мере за заштиту права интелектуалне својине на граници могу се спроводити на основу захтева носиоца права и по службеној дужности (ex officio).

##### Мере које предузима царински орган по службеној дужности
Када царински орган посумња да се са робом повређује право интелектуалне својине, може да прекине спровођење захтеваног царински дозвољеног поступања, односно да привремено застане са пуштањем и пре него што захтев из чл. 8 ове Уредбе буде поднет или прихваћен (чл. 7 Уредбе).

##### Мере које предузима царински орган по захтеву носиоца права
На основу писаног захтева носиоца права интелектуалне својине, који се подноси царинском органу на обрасцу који је саставни део Уредбе (Прилог бр. 1), а који садржи све обавезне податке и исправе (прописане чл. 8 Уредбе) које царинском органу омогућавају лако препознавање робе на коју се захтев односи. 
Управа царина одобрава спровођење тражених царинских мера за заштиту права интелектуалне својине, односно на обрасцу Захтева за предузимање мера доноси одлуку о прихватању (чл. 10 Уредбе).
Сваки одобрени Захтев за предузимање мера са прилозима, УЦ доставља царинарницама које су дужне да о томе обавесте све царинске испоставе у својој надлежности (до успостављања електронске комуникације о донетим одлукама).

##### Процедура
Када царински службеник посумња да се у пошиљци налази роба којом се повређује неко од права интелектуалне својине, сачињава Записник о прекиду царинског поступка и привременом задржавању робе.
Када Царинарница / ЦИ прекине царински поступак и робу привремено задржи, о без одлагања обавештава:
1. деркларанта или држаоца робе (у смислу чл. 63 ЦЗ)
2. Управу царина, Одељење за заштитиу интелектуалне својине. С обзиром да је предметни Записник меродаван за даље поступање Одељења за заштиту интелектуалне својине, односно да на основу података достављених путем овог Записника УЦ обавештава носиоца права интелектуалне својине, односно његовог овлашћеног пуномоћника о чињеници да је царински поступак прекинут и роба привремено задржана, неопходно је да исти буде прецизно попуњен у свим пољима, навођењем свих тражених података, потписан и оверен пачатом од стране лица која су наведена у рубрици за потпис. Уколико могућности дозвољавају, пожељно је да Записник буде попуњен читко, рачунаром, писаћом машином или читким рукописом. Уз поменути Записник, потребно је да се достави и пратећа документација: ЈЦИ, товарни лист, фактура и др. расположива документација.

##### Рокови
Роба на коју се односи прекид царинског поступка се задржава под царинским надзором 10 радних дана (рок се на образложени захтев носиоца права може продужити за још 10 радних дана Ако је царински орган обавештен да је покренут поступак који води мериторној одлуци или да је надлежни орган одредио привремену меру на основу које се одлаже пуштање робе и по истеку рока, царински орган ће поступити у складу са одлуком о привременој мери.
Носилац права је дужан да у року од 8 радних дана од дана пријема мериторне одлуке обавести УЦ о истој. 
Уколико надлежни суд одбаци / одбије тужбени захтев, УЦ на основу правоснажне судске одлуке о томе, у року од 8 радних дана од дана пријема одлуке, писмено обавештава надлежну царинарницу, која наставља поступак са робом.
У вези са тим, надлежна царинарница ће обавестити декларанта, држаоца односно примаоца робе да робу може да стави у дозвољено царинско поступање уколико су за то испуњени услови 
О наставку царинског поступка, односно о чињеници да су испуњени услови да се царински поступак са робом настави, царинарницу / ЦИ обавештава Одељење за заштиту интелектуалне својине УЦ. По пријему обавештења, у року од 8 радних дана, Царинарница / ЦИ о наставку поступка обавештава декларанта / дражаоца робе / примаоца робе, као и Одељење за заштиту ИС УЦ, уз достављање релевантне документације

##### Преглед и узорковање робе
У наведеном року, подносилац захтева за предузимање мера за заштиту права ИС и заинтересоване стране у поступку, имају право да изврше преглед привремено задржане робе, под царинским надзором, о чему царинарница / ЦИ сачињава Записник о прегледу робе који доставља носиоцу права ИС, Управи царина, а један примерак задржава.
Приликом прегледа робе, носилац права ИС може царинарници да поднесе захтев за узимање узорака робе у сврху анализе, с тим што је у обавези да, уколико околности то дозвољавају, исте врати пре него што се поступак са робом настави. О узорковању робе, царинарница / ЦИ обавештава Одељење за заштиту ИС УЦ. Носилац права сноси одговорност и трошкове било које анализе ових узорака.
Ако се ради о роби која је привремено задржана, а за коју постоји сумња да повређује право на дизајн, патент или мали патент, сертификат о додатној заштити или право на заштиту биљне сорте, у том случају декларант, власник, увозник, држалац или прималац робе могу, уз полагање обезбеђења (које мора бити положено у износу који је довољан за заштиту интереса носиоца права и оно неће утицати на друга правна средства која су на располагању носиоцу права), да захтевају пуштање робе или окончање задржавања робе, ако су испуњени следећи услови:
1. да је царински орган благовремено обавештен о покретању поступка који води мериторној одлуци (у складу са чл. 14 и 15 Уредбе)
2. да до истека већ поменутог рока надлежни орган није одредио привремену меру
3. да су испуњене све царинске формалности

Декларант, власник, увозник, држалац или прималац робе, дужан је да пре преузимања робе, подмири трошкове настале у вези са чувањем и одржавањем робе.
Ако је поступак који води мериторној одлуци покренут на други начин (не на иницијативу носиоца права на дизајн, патент или мали патент, сертификат о додатној заштити или право на заштиту биљне сорте), обезбеђење ће бити враћено ако лице које је покренуло поступак, у року од 20 радних дана од дана пријема обавештења о задржавању робе, не оствари своје право да покрене поступак. У случају примене чл. 14 ст. 2 Уредбе овај рок царински орган може да продужи највише до 30 радних дана.

### Уништење робе

##### Поступак са робом за коју се утврди да повређује право ИС
Уколико се у поступку утврди да је робом повређено неко од права ИС, та роба не сме да се:
1. унесе у царинско подручје РС,
2. стави у слободан промет,
3. изнесе из царинског подручја РС,
4. извезе,
5. поново извезе,
6. стави у царински поступак са одлагањем,
7. смести у слободну зону или слободно складиште

Уколико је тужбени захтев прихваћен и судском одлуком наложено уништење те робе, царински орган ће наложити уништење под царинским надзором, или њено уклањање из уобичајених трговинских токова на других начин (укљкучујући и уступање, без накнаде, у хуманитарне и сличне сврхе, рециклажу и сл.) под условом да:
1. се у највећој мери смањи ризик од будуће повреде права
2. се носиоцу права не наноси штета
3. носиоцу права буде омогућено да предложи начин уништења

Ако је одлуком надлежног суда наложено уништавање робе под царинским надзором, царински орган ће носиоцу права омогућити да пре уништења задржи узорке у мери и количини који су потребни као доказ у поступку против лице умешаних у повреду права

##### Трошкови
Трошкове складиштења, чувања и одржавања робе сноси власник или увозник робе.
Уколико УЦ прихвати Захтев за предузимање мера, носилац права не може да захтева накнаду штете, ако се не утврди да се робом задржаном од стране царинског органа повређује право ИС и настави спровођење одговарајућег царинског поступка.
Царински орган није дужан да надокнади штету носиоцу права у случају да роба за коју је прихваћен захтев за предузимање мера није откривена од стране царинарнице, да је пуштена или да није покренут поступак за њено задржавање.

### Роба која је одузета у прекршајном поступку
Са робом за коју постојање сумње у повреду права интелектуалне својине није изражено у време стављања у неки од царински дозвољених поступања или употребе, а која је правоснажним решењем одузета у царинско прекршајном поступку и реферисана за јавну продају, поступа се на следећи начин:
- о сумњи у повреду права интелекталне својине, надлежна организациона јединица у оквиру царинарнице, може да обавести УЦ, Одељење за ЗИС, које предузима даље мере за заштиту права ИС, обавштавајући носиоце права о могућој повреди њихових права (било да се ради о мерама које се предузимају по захтеву носиоца права или по службеној дужности).

Носилац права је дужан да у року од 8 радних дана од дана пријема мериторне одлуке обавести УЦ о истој. 
Уколико надлежни суд одбаци / одбије тужбени захтев, УЦ на основу правоснажне судске одлуке о томе, у року од 8 радних дана од дана пријема одлуке, писмено обавештава надлежну царинарницу, која наставља поступак са робом.
У вези са тим, надлежна царинарница ће обавестити декларанта, држаоца односно примаоца робе да робу може да стави у дозвољено царинско поступање уколико су за то испуњени услови

##### Наставак царинског поступка следи:
- по истеку рока 10 + 10 радних дана
- уколико је носилац права недоступан
- по изјашњењу носиоца права да роба је оригинална / односно да неће покретати поступак који води мериторној одлуци
- по одлуци надлежног органа / уколико надлежни суд одбаци тужбу или одбаци тужбени захтев